# Ajuntament de Sarrià de Ter
L'Ajuntament de Sarrià de Ter és una casa consistorial de Sarrià de Ter (Gironès) inclosa a l'Inventari del Patrimoni Arquitectònic de Catalunya.

## Descripció
És un edifici de planta rectangular, estructurat en tres crugies paral·leles, perpendiculars a la façana principal. L'accés a l'interior es realitza per la crugia central, on s'ubica l'escala que comunica les diverses plantes. Exteriorment la façana del carrer és la part més destacable. Presenta una balconada correguda al primer pis i tres balcons al segon, fets amb balustrada. L'acabat exterior és arrebossat imitant carreus de pedra. El remat superior emfasitza la part central actuant d'eix de simetria del conjunt. La coberta és acabada amb teula àrab.

## Història
L'edifici és destinat a ubicar l'ajuntament. És situat al carrer Major, que es consolidà al llarg dels segles xviii i xix, on es desenvolupa la major part de la vida comercial i de serveix del poble.